# Locomotora Golwé

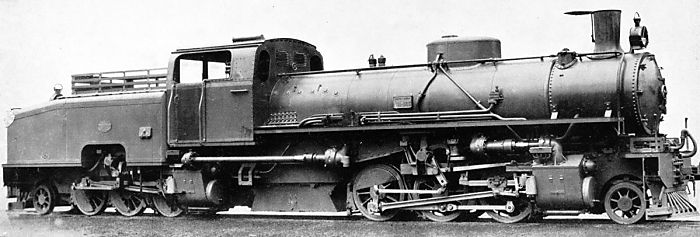
Locomotora Golwé para Costa de Marfil

La Golwé era un tipo de locomotora de vapor articulada fabricada en Bélgica para su uso en las colonias francesas de África occidental. 

## Diseño
El diseño fue patentado en 1924, siendo el fruto del trabajo de G. Goldschmidt y A. Weber, director gerente e ingeniero jefe de la Sociedad Haine Saint Pierre en Bélgica.
Un solo bastidor rígido recorría la longitud de la locomotora y transportaba la caldera, el combustible y el agua. El bogie motor delantero giraba debajo de la caldera y de la chimenea, de manera similar a una Meyer y se parecía un poco a una Mallet. En contraste con las Garratt, tenía un primer eje sin tracción situado por delante a la caldera. La unidad motriz trasera estaba colocada debajo del ténder, de manera similar a una Garratt; aunque esta transportaba el carbón y el agua directamente en el bogie trasero, mientras que la Golwé tenía la carbonera montada sobre el bastidor central. El depósito de agua estaba montado sobre el bogie motriz trasero, rodeando la carbonera y el extremo posterior del bastidor principal.
Los cilindros traseros del bogie se colocaron debajo de la cabina, en la parte delantera de la unidad trasera. Un dispositivo automático controlado por un flotador limitaba el suministro de vapor de los cilindros traseros para evitar el deslizamiento de las ruedas cuando el depósito de agua se estaba agotando. El fogón colgaba entre las dos unidades motrices, por lo que podía ser de un tamaño generoso.

## Uso
Se suministraron cuatro locomotoras 2-6-6-2 a los ferrocarriles de ancho métrico de Costa de Marfil en 1930, y tres al Ferrocarril Congo-Océano en el Congo francés, que recibió dos más del mismo tipo en 1935 y otras cinco del tipo 2-6-6-4 modificadas. Ambos ferrocarriles luego recurrieron a las locomotoras Beyer-Garratt para sus necesidades de locomotoras articuladas.